# Dolerus asper
Dolerus asper är en stekelart som beskrevs av Ernst Gustav Zaddach 1859. Dolerus asper ingår i släktet Dolerus, och familjen bladsteklar. Arten är reproducerande i Sverige.